# Готтлиб, Эдди
Эдвард (Эдди) Готтлиб (англ. Edward "Eddie" Gottlieb; 15 сентября 1898, Киев, Российская империя — 7 декабря 1979, Филадельфия) — американский баскетболист, тренер и спортивный менеджер. Готтлиб был основателем двух филадельфийских баскетбольных команд, «Филадельфия СФХАс» и «Филадельфия Уорриорз», в первой из которых играл на протяжении семи лет, а затем два десятилетия был её тренером и менеджером, завоевав с ней 11 титулов Восточной баскетбольной лиги и АБЛ. В качестве тренера Готтлиб привёл «Филадельфия Уорриорз» к титулу чемпионов БАА — лиги, предшествовавшей НБА, а с 1952 по 1962 год был единоличным владельцем этого клуба. Готтлиб входил в число основателей БАА и в течение 25 лет возглавлял комитет НБА по правилам. Эдди Готтлиба с 1972 года включен в Зал славы баскетбола, а с 1980 года — в Международный еврейский спортивный зал славы. В его честь назван «Эдди Готтлиб Трофи» — приз, ежегодно вручаемый лучшему новичку сезона НБА.

## Биография
Родившись в Киеве в 1898 году, ребёнком Эдди Готтлиб вместе с семьёй эмигрировал в США, где учился сначала в средней школе Южной Филадельфии, а затем в Филадельфийской школе педагогики. В 1918 году недавно окончивший школу Готтлиб вместе с Гарри (Чики) Пассоном и Хьюи Блэком организовал под эгидой Ассоциации молодых евреев (англ. Young Men's Hebrew Association, YMHA) любительскую баскетбольную команду. В 1921 году команда поменяла спонсора, с этого времени выступая под эгидой Еврейской ассоциации Южной Филадельфии (англ. South Philadelphia Hebrew Association, SPHA). Название этого спонсора команда носила больше двух десятилетий, и аббревиатура СФХА была вышита ивритскими буквами не её форме.
С 1923 по 1925 год команда Готтлиба трижды подряд выигрывала городскую баскетбольную лигу Филадельфии. Она также зарекомендовала себя как одна из ведущих гастролирующих профессиональных команд в США и в 1925—1926 годах приняла участие в серии игр против других знаменитых гастрольных команд — «Ориджинал Селтикс» и «Нью-Йорк Ренессанс». «Филадельфия СФХАс» стали победителями этой серии и неофициальными чемпионами мира среди профессионалов. Именно в это время Готтлиб завершил игровую карьеру и стал тренером и менеджером «СФХАс». Под его руководством команда продолжала успешные выступления. Когда в её составе появился Дэвид (Сай) Касельман, она стала доминирующей силой в Восточной профессиональной лиге, с 1929 по 1932 год трижды завоевав в ней чемпионское звание.
После 1932 года, когда Восточная лига была распущена, Готтлиб и «СФХАс» присоединились к недавно созданной Американской баскетбольной лиге. В эти годы за клуб играли Гарри Литвак, Джоэл (Шики) Готтхоффер и Мо Голдман, и с 1933 по 1946 год он восемь раз становился победителем АБЛ. Одновременно с этим Эдди Готтлиб вёл букмекерский бизнес и организовывал соревнования по футболу, бейсболу и реслингу. Он был одним из первых спортивных антрепренёров, оценивших спортивный потенциал американских негров, и среди спортивных событий, организованных с его помощью, были выступления негритянской гастрольной баскетбольной команды «Гарлем Глобтроттерс» и бейсбольная Негритянская национальная лига, в которой он владел командой «Филадельфия Старз».
В середине 1940-х годов, когда турниры АБЛ утратили престижность, Готтлиб перенёс своё внимание на новую команду — «Филадельфия Уорриорз». Этот клуб выступал в только что созданной Баскетбольной ассоциации Америки (БАА). Готтлиб занял пост тренера «Уорриорз» и привёл команду к титулу чемпионов БАА в сезоне 1946/47. На следующий год филадельфийская команда проиграла в финальной серии БАА. Готтлиб тренировал «Уорриорз» до 1955 года (к этому моменту продав «СФХАс» Реду Клотцу и выкупив свой новый клуб в 1952 году в полную личную собственность за 25 тысяч долларов). Готтлиб оставался владельцем «Уорриорз» до 1962 года, продав её затем за рекордную по тем временам сумму в 850 тысяч долларов, но до 1964 года занимал в команде, перебазировавшейся в Сан-Франциско, пост генерального менеджера. С 1949 года «Уорриорз» выступали в Национальной баскетбольной ассоциации — турнире, пришедшем на смену БАА и считающемся её прямым преемником. В сезоне 1955/56 они принесли Готтлибу, уже как владельцу, второй чемпионский титул в этом турнире.
В послевоенные годы Эдди Готтлиб играл центральную роль в развитии профессионального баскетбола не только в Филадельфии, но и во всей стране. Он на протяжении 25 лет лично составлял турнирное расписание сначала БАА, а затем НБА и в течение четверти века был председателем комитета НБА по правилам. Готтлиб, первоначально выступавший против интеграции негров-баскетболистов в НБА по финансовым соображениям (он верно оценивал их спортивный потенциал, но опасался, что массовый приток негров в команды приведёт к уменьшению посещаемости), в дальнейшем изменил свою позицию и с 1955 года стал одним из наиболее активных сторонников интеграции. По словам баскетбольного комментатора Сонни Хилла, в итоге в «Уорриорз» представительство чернокожих игроков стало самым высоким в лиге, а чтобы заполучить в клуб Уилта Чемберлена — выпускника филадельфийской школы Овербрук, — Готтлиб даже сумел протолкнуть новый пункт в правилах лиги. Среди других нововведений в правилах, которыми НБА обязана Готтлибу, было уменьшение времени на атаку до 24 секунд.
Эдди Готтлиб, прозванный «Могулом», умер в 1979 году. К этому моменту его имя было уже включено в Зал славы баскетбола, а вскоре после этого, в 1980 году, также и в Международный еврейский спортивный зал славы. Он также является членом Зала спортивной славы Филадельфии. В память о нём приз, ежегодно вручаемый лучшему новичку НБА, носит имя «Эдди Готтлиб Трофи».